# Jaguaribe
Pour les articles homonymes, voir Jaguaribe (homonymie).
Jaguaribe est une commune brésilienne de l'État du Ceará, située dans la mésorégion du Jaguaribe et la microrégion du Médio Jaguaribe. Elle appartient au bassin du Jaguaribe, fleuve qui traverse la ville.
La commune s'étend sur 1 877 km2. Sa population est estimée à 34 621 habitants.